# 柯達 (演員)
柯達（1989年11月24日—），中国編劇、演員。在《萬萬沒想到》客串多個角色。2013年12月與白客、小愛、張本煜、劉循子墨等人一起出演萬合天宜出品的《報告老闆》。2014年5月柯達擔任《高科技少女喵》編劇並扮演苟勝。2015參演《名偵探狄仁傑》，同年12月18日參演易振興執導電影《萬萬沒想到：西遊篇》，2016年參演西涯俠。

## 網路劇
- 2013年：《萬萬沒想到第一季》 飾 越獄歌手
- 2013年：《報告老闆》 飾 擊劍手
- 2014年：《高科技少女喵》 飾 苟勝
- 2014年：《萬萬沒想到第二季》 飾 天使
- 2015年：《大俠黃飛鴻》 飾 羅密歐
- 2015年：《名偵探狄仁傑》 飾 多重人格偵探
- 2015年：《萬萬沒想到第三季》 飾 神燈精靈、小矮人
- 2016年：《報告老闆第二季》 飾 張飛、抖腿王子、中國隊長、司馬鞭
- 2016年：《西涯俠》 飾 陸子豪

## 電影
- 2015年：《萬萬沒想到：西遊篇》 飾 柯北海
- 2017年：《絕世高手》 飾 建國
- 2019年：《小鎮車神之五菱漂移》 飾 沈騰飛
- 2021年：《扬名立万》 饰 陈小达